# David Chokachi
David Chokachi est un acteur américain né le 16 janvier 1968 à Plymouth, dans le Massachusetts (États-Unis).

## Filmographie

### Séries télévisées
- 1995 - 1999 : Alerte à Malibu (Baywatch) : Cody Madison (saisons 6 à 9)
- 1997 : Susan ! (Suddenly Susan) : Elliot (saison 1, épisode 12)
- 1997 : Sabrina, l'apprentie sorcière (Sabrina, the Teenage Witch) : Doug (saison 1, épisode 16)
- 1999 : V.I.P. : Lui-même (saison 1, épisode 17)
- 2000 - 2002 : Witchblade : Détective Jake McCartey
- 2003 : Spy Girls (She Spies) : Gordon Braddock (saison 2, épisode 4)
- 2007 - 2009 : Makaha Surf (Beyond the Break) : Justin Healy

### Films
- 1997 : The Unspeakable (TV) : Darren Metlick
- 1997 : Relation criminelle (Bad to the Bone) (TV) : Waldo
- 1998 : 12 Bucks : Evil Lovejoy
- 1999 : Crime passionnel (A Crime of Passion) (TV) : Eddie Meredith
- 2000 : Psycho Beach Party : Eddie
- 2005 : Crimson Force (TV) : Ambrose
- 2007 : Bats: Human Harvest (TV) : Russo
- 2008 : The Dreamless : Jeff
- 2010 : L'Ascension : Bobby
- 2010 : Costa Rican Summer : Brad
- 2010 : The Putt Putt Syndrome : Tony
- 2011 : Soul Surfer : un ambulancier
- 2011 : Born Bad (TV) : Walter Duncan
- 2013 : Roseville de Martin Makariev : Steven Korth
- 2013 : Army of the Damned : Rhodes
- 2013 : Vila Roza : Steven Korth
- 2014 : Snapshot : Eddie Grady

Téléfilms
- 2006 : Roman Noir : Mélodie pour un meurtre (Mystery Woman : Oh Baby) : Dave
- 2008 : Rendez-vous meurtrier (Murder.com) : Bobby Miller
- 2011 : Three Fighters / Les Trois Mousquetaires : nouvelle génération (3 Musketeers) : Général Richard Lewis
- 2011 : La Fureur Du Yéti (Rage of the Yeti) : Jonas
- 2012 : Catastrophe en plein ciel (Collision Course) : Jake Ross
- 2013 : Tornado apocalypse (Jet Stream)  : Steve « Sunny » Simpson
- 2013 : Atlantic Rim (Attack from the Atlantic Rim) : Red
- 2013 : Abner le chien magique (Abner, the Invisible Dog) : Denning
- 2014 : 10.0 : Menace sur Los Angeles (10.0 Earthquake) : Reynolds
- 2014 : Noël au Soleil (Christmas in Palm Springs) : Ian
- 2015 : Alerte Enlèvement (Cyber Case) : Matt Fletcher

## Émissions
- 1999 : The 13th Annual Genesis Awards : Lui-même (cérémonie de remise de prix, présentateur)
- 2009 : Confessions of a Teen Idol : Lui-même (télé-réalité, candidat)
- 2013 : Stars in Danger : The High Dive : Lui-même (télé-réalité, candidat)